# Лесная улица (Самара)
Лесна́я у́лица находится в Октябрьском районе городского округа Самара. Включает в себя четвёртую очередь самарской набережной.
Начинается от улицы Полевой параллельно Волжскому проспекту (чуть выше по склону), затем спускается к берегу Волги и продолжает Волжский проспект.
Пересекается с улицами Первомайской, Невской, Осипенко, Челюскинцев. Заканчивается улицей Соколова.
Название улицы происходит от лесных пристаней, которые с дореволюционных времен располагались на берегу Волги между Ярмарочным и Первомайским спусками

## История улицы
С середины XIX века до 1923 года территория между нынешними улицами Осипенко (тогда Ново-Никольской) и Челюскинцев (тогда она называлась Орловской) принадлежала Никольскому мужскому монастырю. В 1923 году монастырь Постановлением Самарского губисполкома был закрыт, на бывшей монастырской земле образовалось два посёлка — Монастырский и Новый Афон.
На берегу реки Волги в конце XIX века была построена паровая мельница купца Зварыкина. В 1890 году её перекупил купец Шадрин. Рядом располагался винокуренно-дрожжевой завод Афанасьева. В советское время эту территорию перепрофилировали под завод «Кинап» — Куйбышевский завод киноаппаратуры, который выпускал не столько киноаппаратуру, сколько противогазы и другие предметы химзащиты для советской оборонной промышленности.
Четвёртая очередь самарской набережной, названная «Октябрьской», была открыта в 1986 году к 400-летию Самары. Центром композиции набережной по задумке архитекторов Анатолия Янкина и Игоря Галахова стала стела «Ладья», хорошо видная с проходящих мимо города по Волге кораблей: высота «Ладьи» — 20 метров и стоит она на естественно возвышающемся берегу. Эта стела стала одним из символов города.
В начале XXI века архитектурной доминантой улицы стал высотный жилой комплекс «Ладья» — самое высокое жилое здание Самары.

## Здания и сооружения
- развлекательно-спортивный комплекс «Кинап». Такое необычное название досталось «по наследству» от Куйбышевского завода киноаппаратуры, который располагался на этом месте и чьи корпуса, после ликвидации завода в 2000 году, стали основой для современного досугового центра.
- административное здание компании «Самаранефтегаз»[4]
- многофункциональный деловой центр (здание № 23, несколько корпусов) создавался также на базе бывшего завода «Кинап».
- ресторан «Яр» (здание № 23, корпус 2)
- пристань «Осипенко»
- гостиницы «На Лесной» и «Корона»
- жилой комплекс «Ладья»[5] построен на месте недостроенной в советское время гостиницы «Турист»
- стела «Ладья»[6] установлена в честь 400-летия Самары в 1986 году.

Между улицами Лесной и Соколо́ва находился Самарский силикатный завод. В настоящее время его территория планируется под жилищное строительство. Между бывшим силикатным заводом и жилым комплексом «Ладья» строится православный храм во имя святого Серафима Саровского.

## Транспорт
Автобусы 11 и 61 (муниципальные), 61д, 247, 261 (коммерческие).
Станция метро «Алабинская» располагается в 500 метрах выше от Лесной улицы (по склону Осипенко). Станция была открыта в 2015 году.
Ранее по Лесной улице существовала троллейбусная линия с кольцом в конце улицы. В 1991 году маршрут троллейбуса был изменён, а позже закрыт в связи со строительством метрополитена.
В 2010 году дорожное полотно на Лесной улице было капитально отремонтировано и сделан выезд на Северо-Восточную магистраль, соединяющую Ново-Садовую улицу и самарскую набережную.

## Фотографии

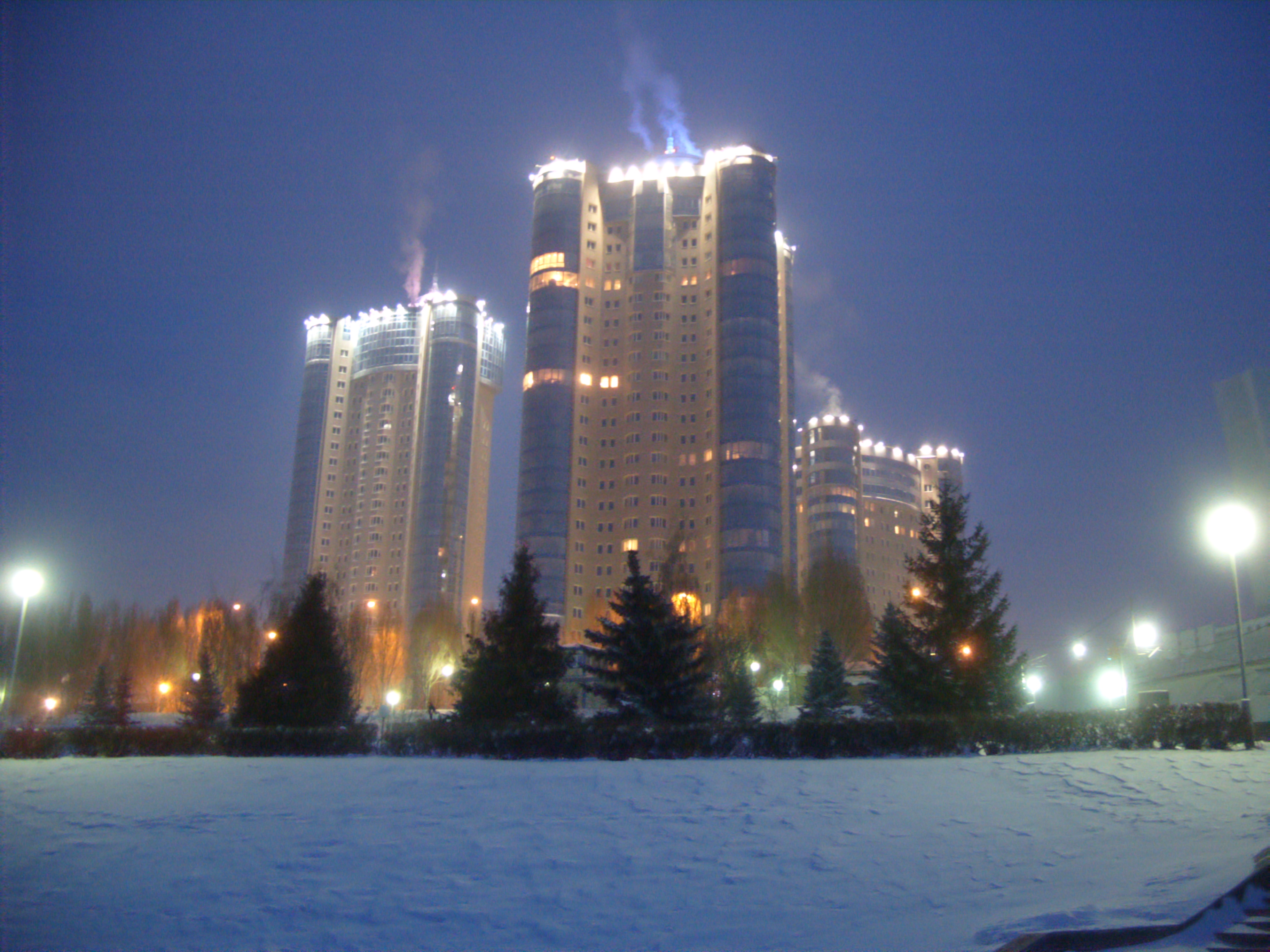
Жилой комплекс «Ладья», вид с Волги
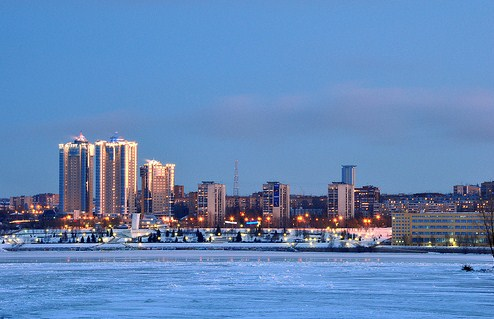
Вид на Лесную улицу с Волги